# Ismo Vorstermans
Ismo Vorstermans (Almere, 30 marzo 1989) è un ex calciatore olandese, di ruolo difensore.

## Carriera

### Club
Debutta in Europa League il 22 luglio 2010, nella partita Tirana-Utrecht, terminata 1-1.
Nel gennaio 2012 passa in prestito al VVV-Venlo. Segna subito al debutto nello storico 2-1 contro il Feyenoord.